# Kasper Lunding
Kasper Lunding Jakobsen (17 luglio 1999) è un calciatore danese, attaccante del Vendsyssel.

## Caratteristiche tecniche
È un'ala destra.

## Carriera
Cresciuto nelle giovanili dell'Aarhus, debutta in prima squadra l'l8 febbraio 2019 in occasione dell'incontro di Superligaen vinto 2-0 contro l'Esbjerg. Il 3 marzo seguente segna la sua prima rete nel corso del match pareggiato 2-2 contro il Vendsyssel, e si ripete nel turno successivo contro l'Odense. Nel giugno 2020 viene ceduto in prestito all'Odd, dove colleziona 15 presenze in Eliteserien prima di passare a titolo definitivo all'Heracles Almelo il 5 ottobre dello stesso anno.

## Statistiche
Statistiche aggiornate al 12 dicembre 2020.

### Presenze e reti nei club
| Stagione        | Squadra         | Campionato      | Campionato | Campionato | Coppe nazionali | Coppe nazionali | Coppe nazionali | Coppe continentali | Coppe continentali | Coppe continentali | Altre coppe | Altre coppe | Altre coppe | Totale | Totale | Totale |
| Stagione        | Squadra         | Comp            | Pres       | Reti       | Comp            | Pres            | Reti            | Comp               | Pres               | Reti               | Comp        | Pres        | Reti        | Pres   | Reti   |        |
| --------------- | --------------- | --------------- | ---------- | ---------- | --------------- | --------------- | --------------- | ------------------ | ------------------ | ------------------ | ----------- | ----------- | ----------- | ------ | ------ | ------ |
| 2018-2019       | Aarhus          | SL              | 10         | 2          | CD              | 0               | 0               |                    | -                  | -                  |             | -           | -           | 10     | 2      |        |
| 2019-2020       | Aarhus          | SL              | 3          | 0          | CD              | 0               | 0               |                    | -                  | -                  |             | -           | -           | 3      | 0      |        |
| Totale Aarhus   | Totale Aarhus   | Totale Aarhus   | 13         | 2          |                 | 0               | 0               |                    | -                  | -                  |             | -           | -           | 13     | 2      |        |
| 2020            | Odd 2           | 1D              | 1          | 0          |                 | -               | -               |                    | -                  | -                  |             | -           | -           | 1      | 0      |        |
| 2020            | Odd             | ES              | 15         | 4          |                 | -               | -               |                    | -                  | -                  |             | -           | -           | 15     | 4      |        |
| 2020-2021       | Heracles Almelo | ED              | 4          | 0          | CO              | 1               | 0               |                    | -                  | -                  |             | -           | -           | 5      | 0      |        |
| Totale carriera | Totale carriera | Totale carriera | 33         | 6          |                 | 1               | 0               |                    | -                  | -                  |             | -           | -           | 34     | 6      |        |